# Џос Видон
Џосеф Хил Видон (енгл. Joseph Hill Whedon, рођен 23. јуна 1964) је амерички сценариста, редитељ, продуцент, писац стрипова и композитор. Познат је по стварању неколико телевизијских серија, укључујући Бафи, убица вампира (1997–2003), Angel (1999–2004), Firefly (2002), Dollhouse (2009–2010) и Агенти Ш. И. Л. Д. А. (2013–данас).
Видон је учествовао у писању сценарија за Пиксаров анимирани филм Прича о играчкама (1995), написао је сценарио и режирао филм Свемирски брод Спокој (2005) који је наставак серије Свемирски брод Свитац. Написао је и режирао суперхеројске филмове Марвеловог филмског универзума Осветници (2012) и његов наставак Осветници: Ера Алтрона (2015). Учествовао је у писању сценарија за суперхеројски филм Лига правде (2017) Ди-Си филмског универзума.

## Филмографија
| Година | Назив на српском              | Оригиналан назив          | Редитељ            | Сценарист | Продуцент |
| ------ | ----------------------------- | ------------------------- | ------------------ | --------- | --------- |
| 1992   | Бафи, убица вампира           | Buffy the Vampire Slayer  | Не                 | Да        | Не        |
| 1995   | Прича о играчкама             | Toy Story                 | Не                 | Да        | Не        |
| 1997   | Осми путник: Васкрснуће       | Alien Resurrection        | Не                 | Да        | Не        |
| 2000   | Титан                         | Titan A.E.                | Не                 | Да        | Не        |
| 2000   | Свемирски брод Свитац         | Firefly                   | Да                 | Да        | Да        |
| 2001   | Атлантида - Изгубљено царство | Atlantis: The Lost Empire | Не                 | Прича     | Не        |
| 2005   | Свемирски брод Спокој         | Serenity                  | Да                 | Да        | Не        |
| 2012   | Колиба у шуми                 | The Cabin in the Woods    | Не                 | Да        | Да        |
| 2012   | Осветници                     | The Avengers              | Да                 | Да        | Не        |
| 2012   | Много вике ни око чега        | Much Ado About Nothing    | Да                 | Да        | Да        |
| 2014   | У твојим очима                | In Your Eyes              | Не                 | Да        | Извршни   |
| 2015   | Осветници: Ера Алтрона        | Avengers: Age of Ultron   | Да                 | Да        | Не        |
| 2017   | Лига правде                   | Justice League            | Није добио заслуге | Да        | Не        |

### Радови за које није добио заслуге
| Година | Назив на српском               | Оригиналан назив                    | Редитељ | Сценарист |
| ------ | ------------------------------ | ----------------------------------- | ------- | --------- |
| 1994   | Бекство                        | The Getaway                         | Не      | Да        |
| 1994   | Брзина                         | Speed                               | Не      | Да        |
| 1995   | Брзи и мртви                   | The Quick and the Dead              | Не      | Да        |
| 1995   | Водени свет                    | Waterworld                          | Не      | Да        |
| 1996   | Торнадо                        | Twister                             | Не      | Да        |
| 2000   | Икс-људи                       | X-Men                               | Не      | Да        |
| 2011   | Тор                            | Thor                                | Да      | Не        |
| 2011   | Капетан Америка: Први осветник | Captain America: The First Avenger  | Не      | Да        |
| 2013   | Тор: Мрачни свет               | Thor: The Dark World                | Не      | Да        |
| 2014   | Капетан Америка: Зимски војник | Captain America: The Winter Soldier | Да      | Не        |

### Марвел комикс
- 3 #1–24
- 2 #25–30

### Дарк хорс комикс
- #1–8
  - 
    - „-{The Calling}”-
- 2 #1–4
- #1–5
- -  #1–3
  -  #1–3
- -  #1–5, 10–11, 16–19, 31, 36–40

  -  #1
- #1
- #1–

### Остали издавачи
- #1–17
- #2